# 푸블리우스 테렌티우스 아페르

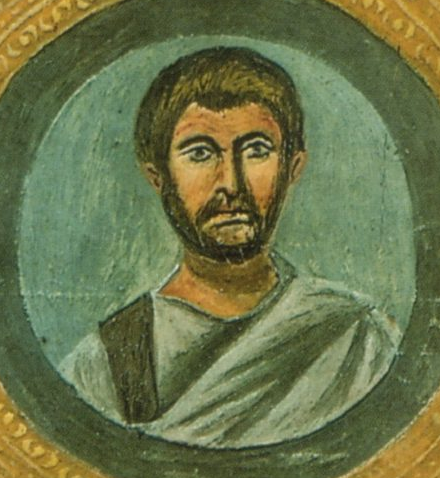
푸블리우스 테렌티우스 아페르

푸블리우스 테렌티우스 아페르(Publius Terentius Afer, 기원전 195년 또는 185년 – 기원전 159년)은 고대 로마시대의 희극작가이자 시인이다. 북아프리카 출신의 노예였는데 그의 재능에 감복한 주인에 의해 교육을 받고 해방되어 극작가로 이름을 날렸다.
그가 쓴 희곡작품은 모두 6개가 남아 전해지고 있다.
테렌티우스의 작품에서 자주 인용되는 어구로는 "Homo sum, humani nil a me alienum puto" 이 있는데 이는 "나는 인간이다, 나는 인간에 대한 것은 그 어떤 것도 남의 일로 보지 않는다"는 뜻으로 그의 희곡 《고행자》 (Heauton Timorumenos)에 나오는 경구이다.

## 생애
테렌티우스의 생애에 대하여는 별로 알려진 것이 없다. 그의 출생년도조차 확실하지 않다. 기원전 185년이라는 아일리우스 도나투스의 설과 기원전 195년이라는 설이 있다. 테렌티우스는 북아프리카 카르타고 출신으로 그의 이름중 'Afer'는그가 리비아의 로마화된 속주 출신임을 암시한다. 테렌티우스라는 이름은 로마 원로원 의원이자 테렌티우스를 해방시킨 테렌티우스 루카누스가 부여한 것으로 이 루카누스에 대하여는 별로 알려진 바가 없다.
테렌티우스는 비교적 젊은 나이에 죽었다. 25세 또는 35세에 그리스를 방문했다가 로마로 돌아오지 못하고 죽었는데 도중에 병사했다는 설과 난파당해 바다에서 죽었다는 설이 있다.

## 작품
그는 희극의 창작으로 이름을 떨쳐 기원전 166년부터 160년까지 상연된 작품 6편의 전부가 오늘날까지 전해지고 있다. 그는 또한 아테네의 고대 그리스 연극#신희극에서 영향을 받았으며 특히 메난드로스의 작품에 심취, 이를 모방하여 가이우스 율리우스 카이사르는 그를 '반(半)메난드로스'라고 칭할 만큼 글귀의 세련, 교묘한 심리묘사, 등장인물에 똑같이 침투하고 있는 깊고 따스한 인간성의 이해 등을 훌륭하게 표현해냈다.
줄거리의 구성에서는 약간의 개작·변화나 타작(他作)의 모티브를 전용(轉用)·융합시키는 점이 없지 않았으나, 플라우투스가 곧잘 일반 대중의 마음속에서 웃음을 파악해내는 것에 비하여, 테렌티우스의 작품은 우아하고 너무나 문예적이었으므로 일반 관객의 박수를 크게 받은 일은 비교적 드물었던 모양이다.

## 작품 목록
- 《안드리아》 (Andria) : 기원전 166년
- 《헤키라》(Hecyra) - 기원전 165년, 이후 2번의 개작
- 《고행자》 (Heauton Timorumenos) : 기원전 163년
- 《환관》 (Eunuchus) : 기원전 161년
- 《포르미오》 (Phormio) : 기원전 161년
- 《아델포이》 (Adelphoe) : 기원전 160년

## 같이 보기
- 번역